# Marta Fraenkel

Marta Fraenkel 1929 auf einer Fotografie von Genja Jonas

Marta Fraenkel (* 19. Dezember 1896 in Köln; † 9. August 1976 in New York, USA) war eine deutsche Medizinerin, die als wissenschaftliche Geschäftsführerin des Deutschen Hygiene-Museums an der Organisation zahlreicher Ausstellungen beteiligt war, die der gesundheitlichen Aufklärung dienten.

## Leben
Fraenkel studierte ab 1916 an der Universität Frankfurt am Main und an der Rheinischen Friedrich-Wilhelms-Universität Bonn Medizin. Sie promovierte 1922 in Frankfurt am Main. Im Jahr 1924 arbeitete sie als wissenschaftliche Assistentin von Albrecht Bethe am Physiologischen Institut in Frankfurt am Main. Von 1925 bis 1927 war sie als wissenschaftliche Geschäftsführerin bei der Großen Ausstellung für Gesundheitspflege, soziale Fürsorge und Leibesübungen (GeSoLei) in Düsseldorf tätig. Danach war sie bis 1929 Generalkustodin am Düsseldorfer Reichsmuseum für Gesellschafts- und Wirtschaftskunde.
Sie ging 1929 nach Dresden, wo sie wissenschaftliche Geschäftsführerin der 2. Internationalen Hygiene-Ausstellung war. Im Jahr 1930 war sie Sachbearbeiterin bei der Hygiene-Abteilung des Völkerbunds in Genf, danach zog sie nach Dresden zurück, wo sie 1931 den Chefredakteur der Tageszeitung Dresdner Neueste Nachrichten, Theodor Schulze, heiratete. Bis 1933 war sie anschließend Direktorin im Frauenreferat des Internationalen Gesundheitsdienstes am Deutschen Hygiene-Museum in Dresden. Aufgrund ihrer jüdischen Herkunft wurde sie 1933 aus ihrer Position entlassen.
Ihre Ehe wurde am 27. Juli 1935 geschieden. Sie floh im gleichen Jahr nach Brüssel, wo sie bis 1938 als wissenschaftliche Mitarbeiterin an der Freien Universität Brüssel wirkte. Fraenkel emigrierte 1938 in die USA, arbeitete dort bis 1944 am Welfare Council in New York und danach drei Jahre als medizinische Beraterin der US-amerikanischen Regierung in Washington, D.C. Sie wurde 1965 pensioniert und starb 1976 in New York.

## Positionen als wissenschaftliche Geschäftsführerin der Hygiene-Ausstellung
Marta Fraenkel hatte als wissenschaftliche Geschäftsführerin der Internationalen Hygiene-Ausstellung 1930/1931 einen starken Einfluss auf die dort dargestellten frauenspezifischen Themen genommen. Dieser kam beispielsweise in der Aufnahme einer thematischen Abteilung Die Frau in Familie und Beruf zum Ausdruck. Zu diesem Ausstellungsbereich schrieb Fraenkel 1931 rückschauend: „[…] dürfte es gelungen sein, tatsächlich das zusammenzufassen, was einmal zusammengefaßt gezeigt werden mußte.“
Mit den thematischen Aussagen war beabsichtigt, herausgehobene Alltagsfragen als prägnante Thesen den Besuchern näher zu bringen. Dazu zählte, die „Tätigkeit der Hausfrau als Beruf [zu] fixieren“, um der als „längst überholt“ bezeichneten Trennung von der Frau im Haushalt versus Frau im Beruf zu widersprechen. Innerhalb dieser Abteilung zeigte die Hygiene-Ausstellung Berufsmöglichkeiten für Frauen, Wege ihrer Ausbildung und Grenzen beruflicher Belastungen. Marta Fraenkel verwies in diesem Kontext auf die Unhaltbarkeit jener kursierenden Meinungen unter dem Eindruck der Weltwirtschaftskrise, die in den arbeitenden Frauen „Ursachen und Quellen der Wirtschaftsnot“ sahen. Sie argumentierte hierzu, dass nur zwei Prozent der arbeitenden Frauen durch männliche Arbeitskräfte ersetzbar wären.
Weiteren konzeptionellen Einfluss übte Marta Fraenkel in den Ausstellungsgruppen Arbeits- und Gewerbehygiene, Leibesübungen und in der Zuständigkeit für die Gesamtbearbeitung im Bereich Theoretisch-statistische Abteilung des Krankenhauswesens aus. Im Vorwort des Ausstellungskatalogs nahm sie in Hinblick auf den „gesundheitlichen Tiefstand eines durch Krieg und Nachkriegszeit hindurch gegangenes Volkes“ zu Fragen hygienischer Lebensgestaltung Stellung. Sie verwies dabei auf eine dem Siedlungswesen angemessene Freiflächenpolitik, die neuen Ergebnisse aus der Gesundheitsforschung mit dem gesunkenen Lebenshaltungsindex in Relation zu stellen, auf das Erfordernis einer an hygienischen und rationellen Aspekten orientierten Mode-Gestaltung oder den Rückgang der Geburtenzahlen und ihre Konsequenzen für die Gesundheitsfürsorge und Sozialgesetzgebung. Für die damalige demografische Situation bei „Geburtenrückgang und Zunahme der Alten“ prognostizierte sie neue „sozialhygienische und sozialpolitische“ Probleme und weist auf kommende „seelenhygienische“ Aufgabenstellungen für das „Volk der Alten“ hin.

## Ehrungen
- Benennung des Marta-Fraenkel-Saals im Deutschen Hygiene-Museum in Dresden[4]
- Benennung der Marta-Fraenkel-Straße in der Leipziger Vorstadt von Dresden[5]